# Kozia Góra (Pieniny)
Kozia Góra (771 m n.p.m.) – niewybitny szczyt w Pieninach Czorsztyńskich w ich grani głównej pomiędzy Macelakiem a przełęczą Sańba. Czasami mylony bywa z sąsiednim Groniem. Kozia Góra porośnięta jest świerkowym lasem, sam jednak wierzchołek jest trawiasty (łąka) i prowadzi przez niego szlak turystyczny. Po południowej jego stronie znajduje się widokowy grzbiet Suszyna.
Kozia Góra znajduje się na obszarze Pienińskiego Parku Narodowego, w granicach wsi Hałuszowa, w województwie małopolskim, w powiecie nowotarskim, w gminie Krościenko nad dunajcem. Stanisław Drohojowski poświęcił jej wiersz „Spoczynek pod Kozią Górą”.

## Szlaki turystyczne
– z Czorsztyna do Szczawnicy przez przełęcz Osice, Macelak, Przełęcz Trzy Kopce, przełęcz Szopka, Trzy Korony, Zamkową Górę, Bajków Groń, Czerteż, Czertezik, Sokolicę.